# SMS Von der Tann
SMS Von der Tann, prvi bojni krstaš njemačke carske mornarice te prvi njemački kapitalni ratni brod s turbinskim pogonom. U vrijeme svoje izgradnje, Von der Tann je bio najbrži ratni brod drednotskog tipa sposoban dostići brzine veće od 27 čvorova. Izgrađen od Blohm & Vossa u Hamburgu, Von der Tann je bio radni konj Izvidničke eskadre Flote otvorenog mora.
Dizajniran je kao odgovor na britansku klasu Invincible. Dok je njemački projekt imao nešto lakše topove - 28 cm naspram 30,5 cm - Von der Tann je bio brži i znantno oklopljeniji. Označio je presedan kojim su njemački bojni krstaši postali bolje oklopljeni od svojih britanskih ekvivalenata ali nauštrb manjih topova.
Sudjelovao je u brojnim flotnim akcijama tijekom Prvog svjetskog rata, uključujući Bitku kod Jutlanda gdje je u roku od par minuta potopio britanskog bojnog krstaša HMS Indefatigable. Iako nekoliko puta pogođen s projektilima velikog kalibra, šteta je brzo popravljena te se Von der Tann nakon dva mjeseca vratio u flotni sastav.
Zbog kraja rata 1918., zajedno s većinom brodova Flote otvorenog mora odvezen je u Scapa Flow gdje je isčekivao odluku saveznika što učiniti s brodovljem. Potopljen je zajedno s ostatkom flote od strane vlastite posade kako ne bi pao u britanske ruke. Olupina je izvučena 1930. i razrezana u Rosythu u razdoblju od 1931. do 1934.